# NGC 5931
NGC 5931 is een lensvormig sterrenstelsel in het sterrenbeeld Slang. Het hemelobject werd op 19 april 1887 ontdekt door de Amerikaanse astronoom Lewis A. Swift.

## Synoniemen
- MCG 1-39-23
- ZWG 49.180
- PGC 55233